# Limestone Lake, British Columbia
Limestone Lake är en sjö i Kanada.   Den ligger i provinsen British Columbia, i den sydvästra delen av landet, 3 700 km väster om huvudstaden Ottawa. Limestone Lake ligger 1 492 meter över havet. Den ligger vid sjön Globe Flower Lake.
I omgivningarna runt Limestone Lake växer i huvudsak barrskog. Trakten runt Limestone Lake är nära nog obefolkad, med mindre än två invånare per kvadratkilometer.